# Чорнобиль: Втрачені плівки
«Чорнобиль: Втрачені плівки» (англ. «Chernobyl: The Lost Tapes») — британський документальний фільм 2022 року, режисером якого є Джеймс Джонс. У кінострічці розповідається про Чорнобильську катастрофу з використанням інтерв'ю з очевидцями трагічних подій і нещодавно відкритих драматичних кадрів, знятих на атомній станції, більшість із яких ніколи раніше не бачили на Заході. Фільм було випущено на стрімінговому сервісі Sky UK 28 лютого 2022 року, а на платформах HBO — 22 червня 2022 року.